# Embassament d'Alarcón

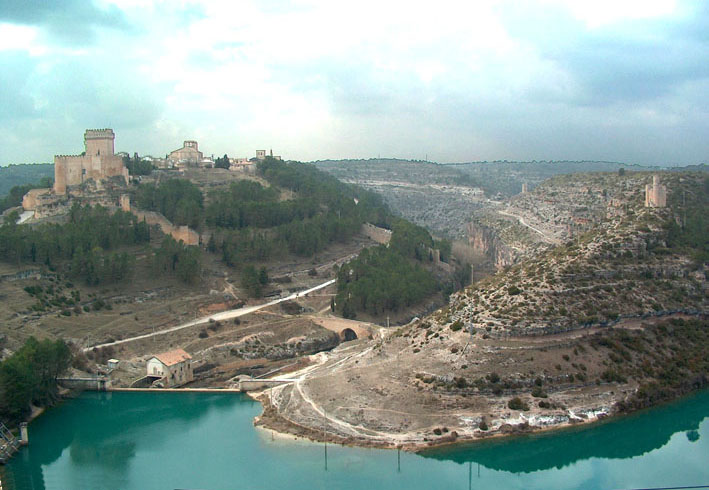
Vista general d'Alarcón amb l'embassament en primer pla

L'embassament d'Alarcón és una obra d'enginyeria hidroelèctrica construïda en el curs alt del riu Xúquer. Està situat a 6 km de la localitat d'Alarcón, a la província de Conca (Castella-la Manxa, Espanya).
La capacitat de l'embassament és d'1.112 hm³ i abasta una superfície de 6.840 ha, que arreplega una conca de 3.000 km². Així mateix compta amb una central de producció d'energia elèctrica amb una potència instal·lada de 281.000 kW.
Es troba dins dels termes municipals (d'est a oest) d'Alarcón, Olmedilla de Alarcón, Tébar, Cañada Juncosa, Buenache de Alarcón, Honrubia, Torrubia del Castillo, Hontecillas, Valverde del Júcar, Castillo de Garcimuñoz, Villaverde y Pasaconsol, La Almarcha, Belmontejo i Olivares de Júcar. En la cua d'aquest pantà se situa el canal de transvasament Tajo-Segura, on es barregen les seues aigües amb les del Xúquer.
Es va iniciar la seua construcció en 1942 per iniciativa dels regants valencians per a regular el curs del riu, fonamental per al reg de la província de València, i se n'acabaren les obres en 1970. La construcció va anegar un poble situat a la riba del riu, Gascas, les restes del qual (el traçat dels carrers i dels murs, i un mur de pedra amb un arc) es descobreixen quan baixa el nivell de l'aigua.